# فهرست سفیران ترکیه در ایران
سفیر ترکیه در ایران بالاترین مقام دیپلماتیک نماینده کشور ترکیه در ایران می‌باشد. سفیر وِیژه و تام‌الاختیار جمهوری ترکیه در ایران نماینده رسمی رئیس‌جمهور و دولت ترکیه نزد رئیس‌جمهور و دولت ایران است.
سفیر و کارکنان سفارتخانه به صورت گسترده در سفارت ترکیه در تهران کار می‌کنند. همچنین سرکنسولگری‌هایی در مشهد، ارومیه و تبریز وجود دارد.
سفیر ترکیه در ایران در حال حاضر در اختیار آقای دریا اورس است.

## سفیران
فهرست سفرای ترکیه و امپراتوری عثمانی در ایران

### امپراطوری عثمانی
| سفیر                     | شروع کار       | تکمیل ماموریت  |
| ------------------------ | -------------- | -------------- |
| اسد افندی                | ۱ ژانویه ۱۸۳۵  | ۱ ژانویه ۱۸۳۹  |
| ابراهیم ساریم افندی      | ۲۱ ژانویه ۱۸۳۹ |                |
| سبازاده علی نامیک افندی* | ۱ ژانویه ۱۸۴۸  | ۱ ژانویه ۱۸۴۹  |
| سامی افندی               | ۱ ژانویه ۱۸۴۹  | ۱ ژانویه ۱۸۵۱  |
| احمد وفیق پاشا           | ۱ ژانویه ۱۸۵۱  | ۱ ژانویه ۱۸۵۵  |
| حیدر افندی               | ۱ ژانویه ۱۸۵۵  | ۱ ژانویه ۱۸۵۹  |
| رضا پاشا                 | ۱ ژانویه ۱۸۵۹  |                |
| حیدر افندی               | ۱ ژانویه ۱۸۵۹  | ۱ ژانویه ۱۸۶۵  |
| رضا افندی                | ۱ ژانویه ۱۸۶۵  | ۱ ژانویه ۱۸۶۹  |
| خیرالله افندی            | ۱ ژانویه ۱۸۶۹  | ۱ ژانویه ۱۸۷۱  |
| اشرف پاشا                | ۱ ژانویه ۱۸۷۱  | ۱ ژانویه ۱۸۷۲  |
| مستر مونیف               | ۱ ژانویه ۱۸۷۲  | ۱ ژانویه ۱۸۷۷  |
| حیدر افندی               | ۱ ژانویه ۱۸۷۷  | ۱ ژانویه ۱۸۷۸  |
| فهری بی                  | ۱ ژانویه ۱۸۷۸  | ۱ ژانویه ۱۸۸۵  |
| خالد                     | ۱ ژانویه ۱۸۸۵  | ۱ ژانویه ۱۸۹۲  |
| علی غالب                 | ۱ ژانویه ۱۸۹۲  | ۱ ژانویه ۱۸۹۴  |
| محمد امسدین بی           | ۱ ژانویه ۱۸۹۴  | ۱ ژانویه ۱۸۹۵  |
| مونیف پاشا               | ۱ ژانویه ۱۸۹۵  | ۱ ژانویه ۱۸۹۷  |
| محمد امسدین بی           | ۱ ژانویه ۱۸۹۷  | ۱ جون ۱۹۰۹     |
| حسین حسیب افندی          | ۱ جون ۱۹۰۹     | ۱ دسامبر ۱۹۱۲  |
| جناب امین                | ۲۴ دسامبر ۱۹۱۲ | ۱۵ جون ۱۹۱۳    |
| محمد صدرتین              | ۱۵ جون ۱۹۱۳    | ۲۸ دسامبر ۱۹۱۳ |
| عاصم                     | ۲ مارس ۱۹۱۴    | ۲۵ مارس ۱۹۲۰   |

(*) به عنوان کاردار

### ترکیه
| سفیر                        | شروع کار        | پایان ماموریت      |
| --------------------------- | --------------- | ------------------ |
| احمد رشید بی                | ۱ ژانویه ۱۹۲۱   |                    |
| محدین پاشا                  | ۷ فوریه ۱۹۲۳    | ۲۳ اکتبر ۱۹۲۵      |
| حسن واصفی منتش              | ۴ اکتبر ۱۹۲۵    | ۵ نوامبر ۱۹۲۵      |
| ممدوح سوکت اسندال           | ۶ نوامبر ۱۹۲۵   | ۱۰ اوت ۱۹۲۶        |
| حسن واصفی منتش              | ۱۱ اوت ۱۹۲۶     | ۷ دسامبر ۱۹۲۷      |
| وهبی گیزهٔ                   | ۸ اوت ۱۹۲۷      | ۳۱ اوت ۱۹۳۰        |
| هورسو گیریده                | ۱ اکتبر ۱۹۳۰    | ۱ ژوئیه ۱۹۳۴       |
| انیس آکایگن                 | ۱۱ ژوئیه ۱۹۳۴   | ۷ اوت ۱۹۳۹         |
| موشفیک سلامی اینه‌گول‌اوغلو   | ۸ اوت ۱۹۳۹      | ۳۰ سپتامبر ۱۹۳۹    |
| سعاد دواز                   | ۱ اکتبر ۱۹۳۹    | ۲۲ اوت ۱۹۴۱        |
| ایلهام اوزل                 | ۲۲ اوت ۱۹۴۱     | ۲۶ نوامبر ۱۹۴۱     |
| جمال حوسنو تارای            | ۲۷ نوامبر ۱۹۴۱  | ۳۰ نوامبر ۱۹۴۴     |
| جمیل میروغلو                | ۳۰ نوامبر ۱۹۴۴  | ۱۶ مه ۱۹۴۵         |
| کمال کوپرولو                | ۱۶ مه ۱۹۴۵      | ۱۵ اکتبر ۱۹۴۹      |
| یعقوب کادری کاراوسمان اوغلو | ۱ اکتبر ۱۹۴۹    | ۲۵ مارس ۱۹۵۱       |
| دمبل معمر حمدی              | ۱۵ آوریل ۱۹۵۱   | ۲۷ ژوئیه ۱۹۵۱      |
| علی ترک‌گلدی                 | ۲۸ ژوئیه ۱۹۵۱   | ۲۹ آوریل ۱۹۵۵      |
| توفیق یاووز آکتولگا         | ۲۹ آوریل ۱۹۵۵   | ۲۶ ژوئیه ۱۹۵۵      |
| عزت آکسالور                 | ۲۷ ژوئیه ۱۹۵۴   | ۱۰ آوریل ۱۹۶۰      |
| محمود دیکردم                | ۱۰ آوریل ۱۹۶۰   | ۳۰ ژوئیه ۱۹۶۰      |
| فوات بایرام اوغلو           | ۲۸ سپتامبر ۱۹۶۰ | ۸ اوت ۱۹۶۴         |
| رشاد ارحان                  | ۶ اکتبر ۱۹۶۲    | ۲۴ سپتامبر ۱۹۶۴    |
| نجدت کنت                    | ۲۹ سپتامبر ۱۹۶۴ | ۲۷ آوریل ۱۹۶۷      |
| طاها کریم                   | ۲۴ آوریل ۱۹۶۷   | ۳ اوت ۱۹۶۹         |
| نامیک یولگا                 | ۱۶ سپتامبر ۱۹۶۹ | ۵ نوامبر ۱۹۷۲      |
| سعدی الدم                   | ۲۷ نوامبر ۱۹۷۲  | ۱۰ آوریل ۱۹۷۵      |
| رحمی گومروکجو اوغلو         | ۲۴ مه ۱۹۷۵      | ۲۶ ژوئیه ۱۹۷۸      |
| توگوت تولومن                | ۲ سپتامبر ۱۹۷۸  | ۱۵ نوامبر ۱۹۸۰     |
| تنساگ بلادا                 | ۱۵ نوامبر ۱۹۸۰  | ۱۵ سپتامبر ۱۹۸۳    |
| عصمت بیرسل                  | ۲۷ سپتامبر ۱۹۸۳ | ۱۶ دسامبر ۱۹۸۶     |
| ولکان وورآل                 | ۱ ژانویه ۱۹۸۷   | ۱۲ سپتامبر ۱۹۸۸    |
| عمر اکبل                    | ۱۲ سپتامبر ۱۹۸۸ | ۱۸ نوامبر ۱۹۹۱     |
| کورکماز حاقتانیز            | ۲۹ نوامبر ۱۹۹۱  | ۲۹ اسفند ۹۴        |
| میتهات بالکان               | ۳۱ مارس ۱۹۹۴    | ۳۱ اکتبر ۱۹۹۶      |
| عثمان کوروترک               | ۳۱ اکتبر ۱۹۹۶   | ۱۵ اسفند ۹۷        |
| سنجار اوزسوی                | ۱ مارس ۱۹۹۸     | ۱۷ ژوئیه ۱۹۹۹      |
| توران مورالی                | ۱ اوت ۱۹۹۹      | ۲۸ نوامبر ۲۰۰۱     |
| صلاح الدین آلپار            | ۱۱ دسامبر ۲۰۰۱  | ۱۸ مارس ۲۰۰۴       |
| بوزکورت آران                | ۳۱ مارس ۲۰۰۴    | ۱۹ ژانویه ۲۰۰۶     |
| گورجان ترک‌اوغلو             | ۱۵ فوریه ۲۰۰۶   | ۳۱ اکتبر ۲۰۰۷      |
| سلیم کاراوسمان اوغلو        | ۷ مه ۲۰۰۸       | ۱۶ فوریه ۲۰۱۰      |
| اومید یاردیم                | ۲۸ آوریل ۲۰۱۰   | ۱۶ سپتامبر ۲۰۱۴    |
| هاکان تکین                  | ۱۵ اکتبر ۲۰۱۴   | ۱۵ ژانویه ۲۰۱۹     |
| دریا اورس                   | ۱۵ ژانویه ۲۰۱۹  | در حال انجام وظیفه |